# デーモコオーン
デーモコオーン（古希: Δημοκόων, Dēmokoōn）は、ギリシア神話の人物である。長音を省略してデモコオンとも表記される。トロイアーの王プリアモスの50人の子の1人。ホメーロスの叙事詩『イーリアス』やアポロドーロスによると庶子。ヒュギーヌスのリストには含まれていない。デーモコオーンはアビュドスでプリアモスのために馬を飼育していたが、トロイア戦争が勃発すると祖国のために駆けつけて戦った。しかし部下レウコスを討たれたオデュッセウスの投じた槍が、デーモコオーンの頭部のこめかみを貫いて殺した。